# Karl Wißpeintner
Karl Wißpeintner (* 1946 in Ortenburg) ist ein deutscher Ingenieur, Unternehmer und Kommunalpolitiker.

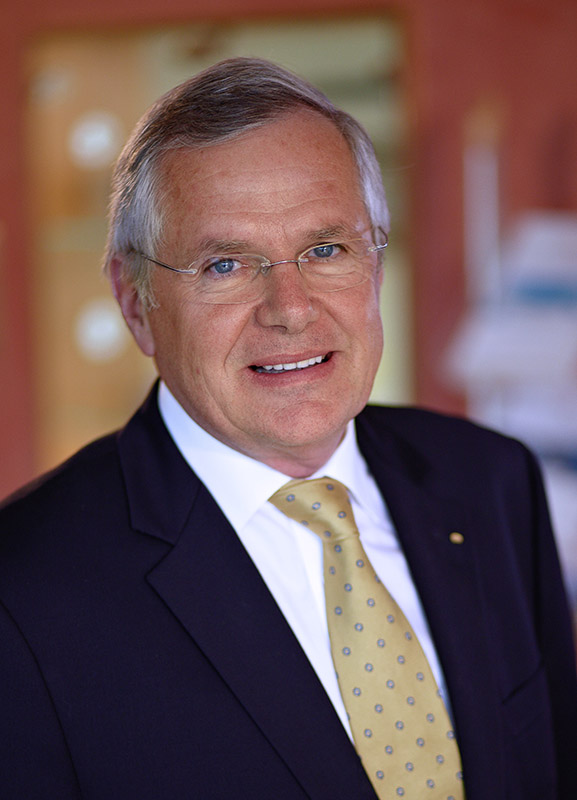
Karl Wißpeintner

## Leben und Wirken
Karl Wißpeintner kam als Sohn eines Fassbinders zur Welt. Nach der Mittleren Reife absolvierte er in Passau eine Lehre als Radio- und Fernsehtechniker und eröffnete eine eigene Reparaturwerkstatt. Mit Unterstützung von Professor Hanns-Georg Hofhansel konnte er trotz fehlender Vorbildung in Mathematik und Physik an der Fachhochschule Regensburg ein Studium der Elektrotechnik aufnehmen. Nach Abschluss als Diplom-Ingenieur wechselte er an die Technische Universität Berlin. Er lernte seine Frau kennen und gründete eine Familie.
1976 trat er in das Unternehmen von Franz Frischen in Ortenburg ein und wurde 1977 Geschäftsführer der Micro-Epsilon Messtechnik GmbH & Co. KG. Er baute das Unternehmen vom Kleinstbetrieb mit drei Mann in einem 16 Quadratmeter großen Keller zur weltweit agierenden Unternehmensgruppe mit Standorten in Ortenburg, Tschechien, der Schweiz, Frankreich, Großbritannien, den Vereinigten Staaten, Indien, China und Japan auf. Die Firmengruppe nimmt in der Sensorik-Branche Weltmarktstellung ein und erwirtschaftete 2012 mit rund 600 Mitarbeitern einen Umsatz von 100 Millionen Euro, 47 Millionen Euro gehen allein auf das Hauptunternehmen. Innerhalb der letzten drei Dekaden hat Micro-Epsilon ein jährliches Durchschnittswachstum zwischen 15 und 16 %.
Zum Jahresende 2011 gab Wißpeintner die Geschäftsführung ab und leitete danach von 2012 bis 2018 die Micro-Epsilon Beteiligungs-GmbH – ein Verbund aus mittlerweile 32 mittelständischen Unternehmen, die in der Sensorik tätig sind.
Karl Wißpeintner war außerdem 24 Jahre Marktrat in Ortenburg, davon sechs Jahre als 3. Bürgermeister, und engagierte sich von 1999 bis 2015 als Vorsitzender des Hochschulrates an der Hochschule Deggendorf. Des Weiteren ist Wißpeintner im Kuratorium des Wirtschaftsforums der Region Passau.

## Ehrungen
Er ist Botschafter von Niederbayern und wurde am 9. Februar 2007 zum Ehrenmitglied der Fakultät für Informatik und Mathematik der Universität Passau ernannt.
2008 erhielt Wißpeintner das Bundesverdienstkreuz am Bande.
Für sein Engagement hat er unter anderem den Technologie-Preis des Ostbayerischen Technologie-Transfer-Institutes Regensburg und den Best Praxis Award erhalten.
Im Jahre 2011 verlieh die Technische Hochschule Deggendorf Wißpeintner die Ehrensenatorwürde.
Am 22. Oktober 2016 wurde ihm die Ehrenbürgerwürde der Marktgemeinde Ortenburg verliehen.
Am 13. Juli 2017 erhielt er den Bayerischen Verdienstorden.
Seit 23. Oktober 2017 ist er einer der bislang acht Ehrenring-Träger des Landkreises Passau.